# 79 Batalion Ochrony Pogranicza
Samodzielny Batalion Ochrony Pogranicza nr 79 – samodzielny pododdział Wojsk Ochrony Pogranicza.

## Formowanie i zmiany organizacyjne
Na podstawie rozkazu MON nr 055/org. z 20 marca 1948, na bazie Wrocławskiego Oddziału WOP nr 11, sformowano 23 Brygadę Ochrony Pogranicza, a 52 komendę odcinka WOP przemianowano na batalion Ochrony Pogranicza nr 79.
Rozkazem Ministra Obrony Narodowej nr 205/Org. z 4 grudnia 1948, z dniem 1 stycznia 1949, Wojska Ochrony Pogranicza podporządkowano Ministerstwu Bezpieczeństwa Publicznego. Zaopatrzenie batalionu przejęła Komenda Wojewódzka Milicji Obywatelskiej.
Z dniem 1 stycznia 1951, na podstawie rozkazu MBP nr 043/org z 3 czerwca 1950, na bazie 23 Brygady Ochrony Pogranicza, sformowano 5 Brygadę Wojsk Ochrony Pogranicza, a 79 batalion Ochrony Pogranicza przemianowano na 53 batalion WOP.

## Struktura organizacyjna
Dyslokacja batalionu przedstawiała się następująco :
- dowództwo batalionu - Duszniki-Zdrój
- 240 strażnica Ochrony Pogranicza – Antoninek
- 241 strażnica Ochrony Pogranicza – Słone
- 242 strażnica Ochrony Pogranicza – Strużyny
- 243 strażnica Ochrony Pogranicza – Radków
- 244 strażnica Ochrony Pogranicza – Bartnica